# هاوارد آلوین استون
هاوارد آلوین استون (به انگلیسی: Howard Alvin Stone) (متولد ۱۹ ژانویه ۱۹۶۰) استاد دانشکده مهندسی مکانیک و هوافضای دانشگاه پرینستون است. زمینه‌های تحقیقاتی وی مکانیک سیالات، مهندسی شیمی و سیالات مرکب است.

## زندگی حرفه‌ای
او تحصیلات دوره کارشناسی خود را در دانشگاه کالیفرنیا در دیویس به اتمام رساند و مدرک دکتری خود را از مؤسسه فناوری کالیفرنیا زیر نظر گری لیل گذراند. او در سال ۲۰۰۹ بعد از گذراندن دوره بیست ساله استادی در دانشکده مهندسی دانشگاه هاروارد و پس از گذراندن دوره یک ساله پسا دکتری در چارچوب گروه ریاضیات کاربردی و فیزیک محض دانشگاه کمبریج، به عضویت دانشکده مهندسی مکانیک و مهندسی هوافضای دانشگاه پرینستون در آمد. مطالعات وی پیرامون بسیاری از مسائل بنیادی در حرکت سیالات و آمیخته با مفاهیمی چون لزجت و حرکت با عدد رینولدز پایین است و اغلب در بر گیرنده ترکیبی از نظریات، شبیه‌سازی‌های کامپیوتری، مدل‌سازی و آزمایش‌هایی برای فراهم آوردن درکی کمی از آزمایش‌های پدیده‌های جریانی است.

## فعالیت‌های پژوهشی
مطالعات استون به طور مستقیم در ارتباط با مفاهیم انتقال حرارت و انتقال جرم است و به مسائلی در این علوم می‌پردازد که دربردارنده پدیده‌های همرفت، نفوذ مولکولی و واکنش‌های سطحی است. همچنین او در طیف گسترده‌ای از مسائل سیالاتی شامل اثرات کشش سطحی، نیروهای شناوری، حالت گردابی سیال و مواد فعال در سطح سیال دارای تالیفات متعددی است. اضافه بر موارد یاد شده، استون به مطالعه در زمینه جریان سیال در لایه‌های چربی و نانولایه‌ها نیز پرداخته است و دربارهٔ نحوه حرکت ذرات معلق در چنین سطوحی تحقیقاتی انجام داده است. این زمینه مطالعاتی به طور عمده توسط محققان شیمی بین سطحی، فیزیک و مهندسی دنبال می‌شود.
آخرین مطالعات پژوهشی استون بر روی دینامیک سیالات و جریان سیال درون میکرولوله‌ها است که کاربرد عمده آن در علوم وابسته به بیولوژی طبقه‌بندی می‌شود.

## جوایز و افتخارات
در سال ۲۰۰۸ به پاس تحقیقات او طی ده سال گذشته، معتبرترین جایزه مکانیک سیالات "G.K. Batchelor Prize in Fluid Mechanics" به وی اهدا شد.